# Melvil Poupaud
Melvil Poupaud (Parijs, 26 januari 1973) is een Frans acteur. Hij werd in 1990 genomineerd voor de César voor meest veelbelovende acteur voor zijn rol als Thomas in de romantische dramafilm La fille de 15 ans. In diezelfde categorie werd hij in 1994 nogmaals genomineerd voor het spelen van German in de tragikomedie Les gens normaux n'ont rien d'exceptionnel. Poupaud was tien jaar oud toen hij zichzelf voor het eerst kon zien op het witte doek, als Malo in de fantasyfilm La ville des pirates. Daarna had hij rollen in zeventig andere films.

## Filmografie
*Exclusief televisiefilms
| - Marcello Mio (2024) - Jeanne du Barry (2023) - L'Amour et les Forêts (2023) - Grâce à Dieu (2019) - Victoria (2016) - By the Sea (2015) - L'autre monde (2010) - Lucky Luke (2009) - 44 Inch Chest (2009) - Le refuge (2009) - Le crime est notre affaire (2008) - Un conte de Noël (2008) - Speed Racer (2008) - The Brøken (2008) - Un homme perdu (2007) - L'heure zéro (2007) - Broken English (2007) - Melvil (2006) - Le temps qui reste (2005) - Monde extérieur (2004) - Je suis votre homme (2004) - Qui a tué Johnny Mac? (2004) - Les sentiments (2003) - Le divorce (2003) - Shimkent hôtel (2003) - Pronobis (2003) - Reines d'un jour (2001) - Rémi (2001) - La chambre obscure (2000) - Combat d'amour en songe (2000) | - A Raiz do Coração (2000) - Le temps retrouvé, d'après l'oeuvre de Marcel Proust (1999) - Quelque chose (1999) - Les kidnappeurs (1998) - Marianne (1997) - Le ciel est à nous (1997) - Généalogies d'un crime (1997) - Souvenir (1996) - Conte d'été (1996) - Trois vies & une seule mort (1996) - Le journal du séducteur (1996) - Le plus bel âge... (1995) - Innocent Lies (1995) - Élisa (1995) - Hillbilly Chainsaw Massacre (1995) - Fado majeur et mineur (1994) - Boulevard Mac Donald (1994) - À la belle étoile (1993) - Les gens normaux n'ont rien d'exceptionnel (1993) - Archipel (1993) - L'Amant (1992) - La fille de 15 ans (1989) - 3 jours... (1988) - Dans un miroir (1986) - L'éveillé du pont de l'Alma (1985) - Treasure Island (1985) - Ces jours où les remords vont font vraiment mal au coeur (1985) - Qui es-tu Johnny Mac? (1984) - La ville des pirates (1983) |

- Biblioteca Nacional de España: XX874315
- Bibliothèque nationale de France: cb14009144s (data)
- Catàleg d'autoritats de noms i títols de Catalunya: 981058617091206706
- Gemeinsame Normdatei: 1061631567
- International Standard Name Identifier: 0000 0001 1029 8398
- Library of Congress Control Number: nr97038454
- MusicBrainz: f62ae455-1e61-4108-b430-48befc865bca
- Nationale Bibliotheek van Tsjechië: xx0175311
- Nationale Bibliotheek van Israël: 987007437005205171
- Nederlandse Thesaurus van Auteursnamen: 292685394
- SNAC: w6wq3dhz
- Système universitaire de documentation: 058926801
- Virtual International Authority File: 76512199
- WorldCat: E39PBJtmrm8hf7qKXCJvg8F7pP